# Gwendoline Eastlake-Smith
Gladys Shirley Eastlake Smith (Lewisham, 14 de agosto de 1883 — Yorkshire, 18 de setembro de 1941) foi uma tenista britânica. Medalhista olímpica de ouro em simples indoor.